# Frumușița
Frumușița – wieś w Rumunii, w okręgu Gałacz, w gminie Frumușița. W 2011 roku liczyła 2875 mieszkańców.